# Neuapostolische Kirche USA
| Bezirksapostel (Präsident): | Leonard R. Kolb                                                                |
| Vorgänger:                  | Richard C. Freund                                                              |
| Bezirksapostelhelfer:       | John W. Fendt II                                                               |
| Apostel:                    | William George Hammer Reinhard Hecht Wilbert K. Hoffmann Thomas Robert Schmidt |
| Gründung:                   | 1901 (damals Gebietskirche Nordamerika)                                        |
| Verwaltungsort:             | Chicago                                                                        |

Die Neuapostolische Kirche USA (englisch New Apostolic Church USA) ist ein Bezirksapostelbereich der neuapostolischen Kirche, der von Chicago aus vom Bezirksapostel Leonard R. Kolb als Kirchenpräsident und von vier Bezirksapostelhelfern und 47 Aposteln geleitet wird. Unter Stammapostel Friedrich Krebs wurde die Gebietskirche durch die Apostel-Ordination Friedrich Mieraus im April 1901 gegründet. Am 14. Mai 2000 hielt der damalige Stammapostel Fehr einen Gottesdienst in Boston, in dem Richard C. Freund zum Bezirksapostel und Kirchenpräsident ordiniert wurde.
(Alle in diesem Artikel veröffentlichten Zahlen stammen vom 31. Dezember 2004.)

## NAK in den USA
Am 14. Mai 2000 gab Stammapostel Richard Fehr eine seiner einschneidendsten Entscheidungen seiner Amtszeit bekannt. Während eines Gottesdienstes in der Gemeinde Pasadena eröffnete er den Gläubigen, die dem Gottesdienst direkt oder per Übertragung beiwohnten, dass die Gebietskirche Nordamerika wieder in zwei eigenständige Bezirksapostelbereiche geteilt werden soll. Somit wurde an diesem Tag Apostel Richard C. Freund zum Bezirksapostel ordiniert.
In einem Interview mit Bezirksapostel Freund gut vier Jahre später schildert er, dass die Trennung insofern Vorteile brachte, dass man nicht mehr fünf Millionen Geschwister zu betreuen hatte und er in seinem Bezirksapostelbereich einige Änderungen vornehmen konnte, um sich US-amerikanischen Traditionen anzupassen. Der kirchliche Thanksgiving Day war zuvor z. B. nach kanadischer Tradition am ersten Sonntag im Oktober begangen worden, er wurde auf den nationalen Feiertag der USA angesetzt, den vierten Donnerstag im November.
Zur Ordination des Bezirksapostels äußerte Stammapostel Fehr den Wunsch, es sollen in den nicht missionierten Ländern (USA, Mexiko, Irland, Großbritannien) 30.000 Gläubige hinzukommen, also änderte Richard Freund das Missionskonzept. Dazu gehören viele verschiedene Aktionen wie beispielsweise Chor- und Orchesterkonzerte, Blutspendeaktionen usw. „Darüber hinaus existiert ein Programm für das Einladen von Gästen, wo bei wir der Meinung sind, dass persönliche Kontakte unserer Geschwister die wirksamste Methode ist, Gäste herbeizuführen“, sagte Richard Freund in einem Interview. In einem weiteren Programm geht es darum, Gäste willkommen zu heißen. In jeder neuapostolischen Gemeinde in dieser Gebietskirche wird man von bestimmten Geschwistern willkommen geheißen und sich um den Gast gekümmert. Man bekommt dort als Gast die Kirche gezeigt und erhält ein „guest pack“. Darin enthalten sind Kopien des Vaterunser und der zehn Glaubensartikel, ein kurzer Abriss über den Gottesdienstablauf, eine kurze Lehrerklärung betreffend der Wiederkunft Christi sowie Informationen über das Gemeindeleben. Häufig werden auch Gäste zu einem Imbiss oder einer Party eingeladen.
Die neuapostolische Kirche ist in den USA in fast allen Bundesstaaten mit Gemeinden vertreten, Ausnahmen sind: Delaware, North und South Dakota und Wyoming. In Delaware befindet sich nur eine Missionsstation, wo gelegentlich Gottesdienste stattfinden. Die drei letztgenannten Staaten sind dünn besiedelt, bisher sind keine neuapostolischen Christen in diese Staaten gezogen.
Die neuapostolische Kirche wird von der US-Öffentlichkeit als eine Kirche, die alle Altersgruppen aufzuweisen hat, wahrgenommen. Sie gilt als eine etablierte Kirche mit einem guten Ansehen in der Gesellschaft. Von Zeit zu Zeit stellt die Kirche Kontakt zu lokalen Persönlichkeiten und zu wichtigen kommunalen Einrichtungen her. Da sie jedoch weder erzkonservativ fundamentalistisch noch ultra-liberal ist, wird sie von der Öffentlichkeit kaum wahrgenommen. Ökumenische Kontakte bestehen nicht und werden auch von der Weltkirchenleitung in der Schweiz nur langsam unterstützt. „Wir haben dabei unterschiedldiche Erfahrungen gemacht, einige positive und einige, die unseren Erwartungen nicht entsprachen. Wir haben weiterhin offene Türen und Herzen“, beschreibt Bezirksapostel Freund in einem Interview. Wo erforderlich, hat die NAK sich mit anderen Kirchen zu verschiedenen Aktionen zugunsten der Allgemeinheit zusammengeschlossen.
Auf kritischen NAK-Internetseiten wird häufig erwähnt, dass die Gemeinden in den USA im Gegensatz zu den europäischen und besonders deutschen Gemeinden sehr konservativ sind und das neuapostolische Sonderglaubensgut besonders hartnäckig verteidigen. Außerdem gibt es ernstzunehmende Gerüchte, dass viele Beschlüsse und Vorhaben des Stammapostels und der europäischen Bezirksapostel mit Rücksicht auf die Positionen der Amerikaner nicht oder nur eingeschränkt umgesetzt werden konnten. Es soll mehrfach mit einer Abspaltung gedroht worden sein.

## Geschichte
„Das Werk Gottes wird in Nordamerika wachsen und einmal von einem Ozean zum anderen reichen.“ Diese „Vision“ hatte Apostel Friedrich Mierau zu Beginn des 20. Jahrhunderts. Doch es sollte noch einige Jahrzehnte dauern, ehe sich neuapostolische Gemeinden in Nordamerika entstanden. Ähnlich wie in Europa waren auch in Nordamerika Mitte des 19. Jahrhunderts katholisch-apostolische Gemeinden entstanden. Der Grundstein der neuapostolischen Kirche in Nordamerika wurde in den 1860er-Jahren durch Priester Jakob Westphalen und seiner Familie, die von Deutschland nach Chicago, Illinois einwanderten, gelegt. Der gelernte Tischler lernte an seinem Arbeitsplatz einen neuapostolischen Christen kennen und war so selbst neuapostolisch geworden.
In schriftlichen Quellen bringt Jakob Westphalen zum Ausdruck, dass er mit dem Apostel Carl Wilhelm Preuss eine Wunderheilung erlebt habe. Dies berichtete er seinem Bruder Johann Abel Westphalen, seiner Mutter und den anderen Verwandten, die bereits vor ihm nach Chicago ausgewandert waren. Diese waren schwer beeindruckt und schickten Jakob Westphalen Geld für die Schifffahrt, damit dieser in Chicago eine Gemeinde gründen konnte. Gottesdienste wurden zunächst in Wohnungen, in Deutsch, gehalten. Außerdem entstand ein regelmäßiger Briefwechsel mit Apostel Carl Preuß in Hamburg. Darin wurde er dringend gebeten, einen Apostel zu senden, um gläubig gewordene Menschen zu versiegeln. Dieser Bitte kam Apostel Preuß 1872 nach, als er den Apostel Heinrich Hoppe nach Nordamerika sandte.
Die Gemeinde wuchs und das erste Kirchengebäude der First General Apostolic Church wurde für die etwa 50 Gemeindemitglieder in Chicago errichtet. Apostel Hoppe hatte es schwer, seinen Lebensunterhalt zu verdienen, und geriet in finanzielle Schwierigkeiten. 1880 zog er nach New York. Dort hielt er Gottesdienste für eine kleine Gruppe deutscher und holländischer Einwanderer, die die Gemeinde New Yorks bildeten. Mitte der 1890er-Jahre hatten seine finanziellen Probleme ihn dazu bewogen, sein Amt abzugeben und die Kirche zu verlassen.
Unterdessen kämpfte die kleine Gemeinde in Chicago ums Überleben. Das Kirchengebäude wurde 1905 verkauft, und die Gemeinde zog um in die North Troy Street, wo sie heute noch ihre Kirche hat. Um die jungen Gemeinden in den Vereinigten Staaten seelsorgerisch zu betreuen, schickte Stammapostel Krebs einige Priester aus Deutschland in die USA. Neuapostolische Gottesdienste wurden dort bis in die 1930er-Jahre immer in Deutsch gehalten. Im Januar 1899 besuchte Apostel Georg Ruff die Gemeinde New Yorks, setzte Priester Kohlhage als Vorsteher ein und versiegelte 19 Personen, darunter auch die Familie Fendt, die noch bis heute in der neuapostolischen Kirche in den USA eine wichtige Rolle spielt. Vater John Peter (später Priester), seine Frau und die drei Söhne Charles (sechs Jahre alt), John (drei Jahre alt) und Wiliam (zwei Jahre alt). Bei einem weiteren Besuch im November desselben Jahres versiegelte Apostel Ruff 31 Personen, unter ihnen der spätere Apostel John Erb. Der Stammapostel erkannte das Bedürfnis und die neuen Möglichkeiten in den USA und setzte im April 1901 den Evangelisten Friedrich Mierau als Apostel für Nordamerika ein – die Geburtsstunde dieser Gebietskirche.

## Missionsgebiete

### Ostafrika
In Ostafrika betreute die Gebietskirche der USA durch den Bezirksapostelhelfer Shadreck Mundia Lumbasi neuapostolische Christen in Kenia, Tansania und Uganda. Am 29. März 2009 führte Stammapostel Wilhelm Leber in Kampala, Uganda einen Gottesdienst durch, in dem er Shadreck Mundia Lumbasi zum Bezirksapostel ordinierte und die eigenständige Gebietskirche Ostafrika gründete, zu der Kenia, Tansania und Uganda gehören.

#### Kenia
Erste Kontakte zwischen der neuapostolischen Kirche und Kenianern knüpften 1970 Studenten aus Kenia an der Universität in Frankfurt am Main. Einige besuchten dort regelmäßig Gottesdienste und lernten den damaligen Bezirksapostel Rockenfelder sowie den damaligen Bezirksevangelisten und heutigen Bezirksapostel Hagen Wend kennen. Der Hirte diese Frankfurter Gemeinde, Hirte Groß, gehörte zu den ersten neuapostolischen Missionaren in Kenia. Bisheriger Höhepunkt in der Geschichte der NAK Kenia war der Pfingstgottesdienst 1996, der von Richard Fehr gehalten wurde. Es nahmen erstmals Geschwister aus mehreren Kontinenten per Internet- und Fernsehübertragung teil.

### Britische Inseln
Die britischen Inseln gehören seit dem 15. Februar 2009 zur Gebietskirche Norddeutschland unter Bezirksapostel Schumacher.

### Andere Missionsgebiete
- Südamerika: Kolumbien, Ecuador, Peru, Venezuela.

- Staaten in der Karibik: Bahamas, Barbados, Bermuda, Dominica, Dominikanische Republik, Grenada, Haiti, St. Kitts und Nevis, St. Lucia, St. Vincent, Trinidad und Tobago.

### Chinesische Gemeinden
Vor 37 Jahren hielt Evangelist Ramon Strang den ersten Gottesdienst für Chinesen in New York, der Wort für Wort von seinem Barbier ins Chinesische übersetzt wurde.
Die Missionsarbeit unter den Chinesen in New York begann im November 1967. Stammapostel Walter Schmidt hatte in einem Brief die Apostel aufgefordert, die letzten Seelen an Völkern an Orten und unter Völkern zu suchen, die vielleicht in der Vergangenheit übersehen worden waren. Wenige Wochen später, am 22. Dezember 1967, kam Evangelist Strang mit einem Plan zu Apostel Fendt, wie man „Wortverkündigung“ bei chinesischen Einwohnern New Yorks beginnen könnte. Heute bestehen in New York sechs chinesische Gemeinden der neuapostolischen Kirche. Sie gehören zu den am schnellsten wachsenden in den Vereinigten Staaten. Jede hat ein selbst entwickeltes Öffentlichkeits-Programm; sonntags besuchen viele Gäste die Gottesdienste.
Im August 1969 wurden die ersten 58 Chinesen versiegelt d. h. in die neuapostolische Kirche aufgenommen. Zu jener Zeit wurden bereits Gottesdienste in Chinatown gehalten. Obwohl die allerersten dieser neuapostolischen Christen chinesischer Abstammung von Long Island kamen, war und ist Chinatown das Zentrum dieser Gläubigen in New York.
Im November 1970 wurde der erste chinesische Amtsträger ordiniert: Diakon Ng. Kurz darauf starb er an einer Erkrankung. Acht Jahre später wurde der erste chinesische Priester eingesetzt, der heutige Evangelist Leung.